# Siřejovice
Siřejovice är en ort i Tjeckien.   Den ligger i regionen Ústí nad Labem, i den nordvästra delen av landet, 50 km nordväst om huvudstaden Prag. Siřejovice ligger 189 meter över havet och antalet invånare är 280.
Terrängen runt Siřejovice är platt åt sydost, men åt nordväst är den kuperad.Runt Siřejovice är det ganska tätbefolkat, med 67 invånare per kvadratkilometer. Närmaste större samhälle är Litoměřice, 7,5 km nordost om Siřejovice. Trakten runt Siřejovice består till största delen av jordbruksmark.